# ステークスウィナー2
『ステークスウィナー2』（STAKES WINNER 2）は、SNKが発売した競馬を題材としたアクションゲーム。開発はザウルス。

## 概要
- 1996年9月24日MVSで稼働開始、12月13日NEOGEO版を発売。「ステークスウィナー」の続編として馬毎の性別や距離適性に応じた新たなレースやライバル騎手の登場[1]、アイテムショップや仕掛け技・コマンド入力による決め技[1]、ラフプレーへの警告システムを追加。海外レースはアメリカ・ヨーロッパの2ルートから選び転戦していく形としており、海外版では新馬戦段階で欧米2ルートから選んで開始した。
- 1997年5月2日に移植版『ステークスウィナー2 最強馬伝説』をPlayStation、セガサターンで発売。第1作移植版と同様の種付け育成形式の「オリジナルモード」（以下OM）に加えNEOGEO版の内容をプレイする「アーケードモード」を日本版・海外版共に収録した。
- 2013年2月12日にはWiiバーチャルコンソールで配信開始。
- 2018年11月15日にアケアカNEOGEOの1作品としてPlayStation 4・Xbox One・Nintendo Switchで[2][3]、2019年9月13日にWindows 10で、2023年7月13日にiOS・Androidで配信開始[4]。
- 2024年12月12日発売のNintendo Switch用パッケージソフト『アケアカNEOGEO セレクション Vol.2』に本作が収録されている[5]。

## 持ち馬
NEOGEO版では以下の12頭から選択。パラメーター項目については前作の「ガッツ」を「瞬発力」に変更。
第2作
| 馬名               | 性別 | スピード | スタミナ | 瞬発力 | 脚質 | 適性距離     |
| ------------------ | ---- | -------- | -------- | ------ | ---- | ------------ |
| ローカルホープ     | 牡   | 4        | 4        | 6      | 追込 | 1600 - 2500m |
| ウィンチェスター   | 牡   | 4        | 6        | 3      | 先行 | 1600 - 3200m |
| アースクエイク     | 牡   | 6        | 4        | 3      | 逃げ | 1200 - 2400m |
| フローラルレディ   | 牝   | 5        | 4        | 6      | 差し | 1200 - 2000m |
| シャイニンダンサー | 牡   | 6        | 4        | 5      | 先行 | 1200 - 2600m |
| オープンハート     | 牝   | 5        | 5        | 3      | 先行 | 1400 - 3200m |
| ブラックバード     | 牡   | 5        | 4        | 6      | 追込 | 1200 - 2400m |
| モンタナマジック   | 牡   | 4        | 5        | 6      | 差し | 1400 - 2500m |
| ブルーエンジェル   | 牡   | 6        | 4        | 4      | 先行 | 1800 - 3200m |
| スーパーモデル     | 牝   | 6        | 3        | 3      | 逃げ | 1000 - 2000m |
| トリプルクラウン   | 牡   | 5        | 6        | 3      | 先行 | 1600 - 3200m |
| ダンスステップ     | 牝   | 4        | 5        | 5      | 差し | 1600 - 3000m |

移植版OMの1人プレイでは1500万円の所持金を元手に種付けさせ誕生した馬を持ち馬に、新馬の命名とともに「マイラー」「万能」「中長距離」の3種から出走する路線を選択し各種レースに出場させ、賞金の一部を進上金として受け取り種付けやアイテム購入に必要な所持金を増やす形となっている。またパラメーター項目については「スピード」「スタミナ」「ダッシュ」「スパート」の4項目となる。

## ボタン操作
- ジョイスティック/十字キー
  - 横スクロール時に上下、縦スクロール時に左右に操作しコース取りを調整する。
  - 進行方向に素早く2回入力すると馬群割りを行う。
  - 進行方向と逆に素早く2回入力するとブレーキがかかる。
- Aボタン：お手馬に手綱を入れて小さな加速が得られる。体力が少し減少する。
- Bボタン：鞭を入れて鋭い加速を得られる。体力が大きく減少する。
- Cボタン：馬顔メーターで「GO」が出た際に押すと「仕掛け」を行い馬の能力を最大に発揮する。体力の回復や速度上昇、鞭を連続で入れても嫌がる反応を示さない。脚質によって発動可能なタイミングが異なる。
- また馬群割りや顔ムチといった警告対象のプレイを行うと体力メーター下にイエローカードが表示され、3回でレッドカードとなり入賞時の賞金が半額に減少、また移植版では一定期間の騎乗停止が課される。

## アイテム
第1作同様のコース上のアイテムの他、レース終了後の次走レース選択時に手持ちの賞金を用いてアイテムを購入する「ショップ」システムが追加された。
ショップアイテム
- 携帯ニンジン：体力が0となった際に体力を少し回復させる。
- エアロスーツ：最高速度や加速性を向上させる。
- 軽量鞍：体力の減少を抑える。
- シャドーロール：気性を抑え能力を高める。
- スパイク蹄鉄：不良馬場での失速を抑える。
- 電気ムチ：スタートダッシュの速度を高める。
- 軽量ムチ：風車ムチを少ないボタン連打で発動させる。
- 見逃券：反則プレイの判定をノーカウントとする。

## 登場レース
NEOGEO日本版
- 新馬戦・未勝利戦：小倉・札幌 芝1000m
- 小倉3歳S（小倉芝1200m GIII）
- 札幌3歳S（札幌芝1200m GIII）
- ラジオたんぱ杯3歳S（阪神芝2000m GIII）
- 阪神3歳牝馬S（阪神芝1600m GI 牝馬戦）
- ニュージーランドT4歳S（東京芝1400m GII 牡馬・短中距離牝馬戦）
- 桜花賞（阪神芝1600m GI 牝馬戦）
- 皐月賞（中山芝2000m GI 牡馬戦）
- NHKマイルC（東京芝1600m GI 牡馬戦）
- 優駿牝馬（オークス）（東京芝2400m GI 牝馬戦）
- 日本ダービー（東京芝2400m GI 牡馬戦）
- 宝塚記念（阪神2200m GI）
- 秋華賞（京都芝2000m GI 牝馬戦）
- 菊花賞（京都芝3000m GI）
- 天皇賞（秋）（東京芝2000m GI）
- マイルCS（京都芝1600m GI 牡馬戦）
- ジャパンカップ（東京芝2400m GI 海外版では最終ステージ 牡馬戦）
- エリザベス女王杯（京都芝2200m GI 牝馬戦）
- 愛知杯（中京芝2000m GIII 中長距離牡馬戦）
- 阪神牝馬特別（阪神芝2000m 短中距離牝馬戦）
- スプリンターズS（中山芝1200m 短中距離馬戦）
- 天皇賞（春）（京都芝3200m GI 中長距離馬戦）
- 高松宮杯（中京芝1200m GI）
- エプソムカップ（東京芝1800m GIII）
- 安田記念（東京芝1600m GI）
- 七夕賞（福島2000m GIII）
- 府中牝馬S（東京芝1800m 牝馬戦）
- 京都大賞典（京都芝2400m GII 中長距離牡馬戦）
- BCジュヴェナイル（ベルモントパーク ダート1700m GI 牡馬戦）
- BCジュヴェナイルフィリーズ（ベルモントパーク ダート1700m GI牝馬戦）
- ケンタッキーダービー（チャーチルダウンズ ダート2000m GI牡馬戦）
- ケンタッキーオークス（チャーチルダウンズ ダート1800m　GI 牝馬戦）
- プリークネスステークス（ピムリコ ダート1900m GI牡馬戦）
- エイコーンステークス（ベルモントパーク ダート1600m 牝馬戦）
- ベルモントステークス（ベルモントパーク ダート2400m GI牡馬戦）
- C.C.Aオークス（ベルモントパーク ダート2000m GI 牝馬戦）
- BCクラシック（ベルモントパーク ダート2000m）
- マルセルブサック賞（ロンシャン芝1600m GI 牝馬戦）
- グランクリテリウム（ロンシャン 芝1600m GI 牡馬戦）
- 英ダービー（エプソム 芝2400m GI 牡馬戦）
- 英オークス（エプソム 芝2400m GI 牝馬戦）
- 愛ダービー（カラ 芝2400m GI 牡馬戦）
- 愛オークス（カラ 芝2400m GI 牝馬戦）
- キングジョージVI世&クインエリザベスDS（アスコット 芝2400m GI 牡馬戦）
- ヴェルメイユ賞（ロンシャン 芝2400m GI 牝馬戦）
- 凱旋門賞（ロンシャン 芝2400m GI）

NEOGEO海外版のみ
- Maiden（新馬戦）：ベルモントパーク1マイル（アメリカルート）・ロンシャン1400m（ヨーロッパルート）
- Hong Kong International Cup（沙田 芝1,1/8マイル GI）
- アメリカルートのみ
  - Champagne Stakes（ベルモントパーク GI 移植版OMにも登場）
  - Santa Anita Derby（サンタアニタ GI）
  - Santa Anita Handicap（サンタアニタ GI 移植版OMにも登場）
  - Jockey Club Gold Cup（ベルモントパーク GI 移植版OMにも登場）
- ヨーロッパルートのみ
  - 2000 Guineas Stakes（ニューマーケット芝1マイル GI 牡馬戦）
  - Coronation Cup（エプソム芝2400m GI 移植版OMにも登場）
  - Prix de la Salamanndre（ロンシャン芝1400m GI 移植版OMにも登場）
  - 1000 Guineas Stakes（ニューマーケット芝1マイル GI 牝馬戦）
  - Grand Prix de Paris（ロンシャン 芝2000m GI 移植版OMにも登場）

その他
- マッチレース（東京・ロンシャン、外国人ライバル騎手との一騎打ちを行う。）
- ワールドカップ（チャーチルダウンズ ダート2000m、世界最高峰のレースとなる架空のGI戦。ライバル「ラロッシュ・サンクレア」とのマッチレースに勝つと出走可能なボーナスステージ。）

移植版OMのみ
- 新馬戦・未勝利戦（函館芝1200m）
- 函館3歳S（函館芝1200m GIII）
- 新潟3歳S（新潟芝1400m GIII）
- 京成杯3歳S（東京芝1400m GII）
- デイリー杯3歳S（京都芝1600m GIII）
- ファンタジーS（京都芝1400m GIII）
- フェアリーS（中山芝1200m GIII）
- 京成杯（中山芝1600m GIII）
- クイーンC（東京芝1600m GIII）
- シンザン記念（京都芝1600m GIII）
- きさらぎ賞（京都芝1800m GIII）
- 共同通信杯4歳S（東京芝1800m GIII）
- アーリントンC（阪神芝1600m GIII）
- 弥生賞（中山芝2000m GII）
- チューリップ賞（阪神芝1600m GIII）
- 4歳牝馬特別（阪神芝1400m GII）
- フラワーC（中山芝1800m GIII）
- 中日スポーツ杯4歳S（中京芝1200m GIII）
- 函館記念（函館芝2000m GIII）
- マーメイドS（阪神芝2000m GIII）
- 函館スプリントS（函館芝1200m GIII）
- 札幌記念（札幌芝2000m GII）
- 関屋記念（新潟芝1600m GIII）
- 新潟記念（新潟芝2000m GIII）
- ローズS（阪神芝2000m GII）
- クイーンS（中山芝1800m GIII）
- 京王杯AH（中山芝1600m GIII）
- 府中牝馬S（東京芝1800m GIII）
- 毎日王冠（東京芝1800m GII）
- セントウルS（阪神芝1400m GIII）
- スワンS（京都芝1400m GII）
- エリザベス女王杯（京都芝2200m GI）
- スプリンターズS（中山芝1200m GI）
- 阪神牝馬特別（阪神芝1600m GII）
- 中山金杯（中山芝2000m GIII）
- 京都金杯（京都芝2000m GIII）
- 日経新春杯（京都芝2400m GII）
- AJCC（中山芝2200m GII）
- 京都牝馬特別（京都芝1600m GIII）
- 鳴尾記念（阪神芝2000m GII）
- 目黒記念（東京芝2500m GII）
- オールカマー（中山芝2200m GII）
- 朝日CC（阪神芝2000m GIII）
- 京都大賞典（京都芝2400m GII）
- CBC賞（中京芝1200m GII）
- 大阪杯（阪神芝2000m GII）
- ダービー卿CT（中山芝1600m GIII）
- 七夕賞（福島芝2000m GIII）
- 京阪杯（京都芝1800m GIII）

## ライバル
日本人4名・外国人4名から一定の条件を満たすと出現する騎手キャラクター。プレイヤーとの一騎打ちを行い、勝利すると必殺技コマンドや特別ステージへの出場権等を取得可能。
- 山下雪江（ユキ） - 皐月賞・阪神3歳牝馬S・スプリンターズステークス時に登場する女性騎手。勝利すると風車ムチコマンドを習得。
- 井上弾（ダン） - 日本ダービー・宝塚記念時に登場する男性騎手。激しい気性の持ち主。勝利するとブレッドスペシャル（ハイパーダッシュと同等）を習得。
- 真木司郎 - 有馬記念時に登場する男性騎手。気は良いが引退間近。勝利すると首押しを習得。
- 黒井主税 - 安田記念時に登場する男性騎手。ハードな乗り方を行う。勝利すると顔ムチを習得。
- ミッドガルド・シュナイダー - クラシック三冠又は牝馬三冠達成後と天皇賞（春）後に登場する男性騎手。勝利すると「スペシャルかいば」を獲得。
- ラリー・コールマン - 凱旋門賞前に登場する男性騎手。「シュバルギャナン」と対戦し、勝利すると凱旋門賞への出走へ進む。
- ナディル・アデュア - 国内GIレース5勝時・キングジョージVI世&クインエリザベスDS制覇後・天皇賞（秋）前に登場する女性騎手。勝利するとドバイ王国との契約金を獲得。
- ラロッシュ・サンクレア - BCクラシック勝利時に登場する男性騎手。「エンタープライズ」と対戦し勝利するとワールドカップへの出場権を獲得。

## 調教ステージ
前作同様の芝・ダート・坂路のほかプールステージやコマンド技を習得する「技道場」が導入され、また移植版OMでは技道場以外での調教で横スクロール操作パートを行わず調教毎の能力向上と合わせて3点の持ち点を4項目いずれかに振り分けパラメーターを向上することが可能。
- 芝調教：スピードを主に向上。
- ダート調教：瞬発力（OMではダッシュ・スパート）を主に向上。
- 坂路調教：スタミナを主に向上。
- プール調教：スタミナを主に向上。他の調教と異なり障害物として渦が出現する。
- 技道場：「ハイパーダッシュ」「首押し」「見せムチ」「顔ムチ」「モンキー乗り」「風車ムチ」のいずれか一つ新たな技のコマンドを手持ちの賞金から支払い習得する[1]。

## 評価
アーケード版
アミューズメント業界誌「ゲームマシン」の1996年11月1日付での「Best Hit Games 25」においては、「TVゲーム機ソフトウェア」部門にて平均点6.77（満点10点）で初登場4位を記録、『ダンシングアイ』『ストリートファイターZERO2アルファ』『ザ・キング・オブ・ファイターズ'96』を上回る評価を受けた。
ネオジオ版
ゲーム誌『ネオジオフリーク』の「ネオジオゲームツインレビュー」では6・7の合計13点（満20点）。レビュアーは「新たな要素がかなり追加されたものの見た目があまり変わらず新鮮味に欠けるが、プレイの感触は楽しく必殺技を使えば初心者でもかなり先に進めて良い」「必殺技の増加やライバルの登場が良く難しすぎず仕上がりは良いが、強すぎる逃げ馬やプール調教が簡単にクリアできてしまうのが欠点」と評価した。
セガサターン版
ゲーム誌『SEGA SATURN MAGAZINE』の「Sega Saturn Soft Review」では7・6・6の合計19点（満30点）。レビュアーは「キャラクターがリアルな描写になったのが残念、賞金でのアイテム・コマンドの購入システムや海外版の収録や前作の繁殖馬データの持ち込みが可能なのが良い、連射パッドがないと厳しい」「馬に対しての知識や愛情がないとどのレースも勝てない、難しい印象は変わらず家でじっくり遊ぶには適切な難易度」「馬への知識が薄くても入り込む事ができたがゲームの出来は中途半端、オリジナルモードの馬産の内容はマニアを唸らせる内容、総評すると初心者には敷居が高い」と評価した。